# 슬픔이여 안녕 (소설)

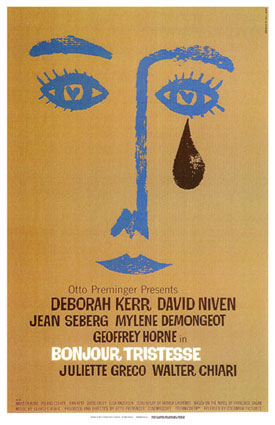

슬픔이여 안녕(프랑스어: Bonjour Tristesse)은 프랑스의 작가 프랑수아즈 사강의 1954년 소설로, 작가의 데뷔작이다. 어린 시절 어머니를 여의고 아버지와만 살아온 17세의 소녀 세실이 코트다쥐르의 별장에서 여름 휴가를 보내면서 겪는 일들을 섬세한 필치로 묘사한 작품이다. 1958년 진 세버그 주연의 영화로 제작되었다.

## 같이 보기
- 르 몽드가 선정한 세기의 도서 100권